# Savara pratti
Savara pratti là một loài bướm đêm trong họ Noctuidae.